# Liste des résolutions du Conseil de sécurité des Nations unies sur l'Irak
Cet article dresse une liste des résolutions du Conseil de sécurité des Nations unies concernant l'Irak.

## Irak
L’Irak, en forme longue la république d'Irak
Le nom du pays est souvent orthographié Iraq dans les documents de l'ONU, est reprise ci-dessous l'orthographe issue de ces documents.
L'Irak est membre fondateur de l'organisation des Nations unies.
- Résolution 348 : Iran-Irak (adoptée le 28 mai 1974).
- Résolution 479 : Irak-république islamique d'Iran (adoptée le 28 septembre 1980).
- Résolution 487 : Irak-Israël (adoptée le 18 juin 1981).
- Résolution 514 : Irak-république islamique d'Iran (adoptée le 12 juillet 1982).
- Résolution 522 : Irak-république islamique d'Iran (adoptée le 4 octobre 1982).
- Résolution 540 : Irak-république islamique d'Iran (adoptée le 31 octobre 1983).
- Résolution 582 : Irak-république islamique d'Iran (adoptée le 24 février 1986).
- Résolution 588 : Irak-république islamique d'Iran (adoptée le 8 octobre 1986).
- Résolution 612 : Irak-république islamique d'Iran (adoptée le 9 mai 1988).
- Résolution 619 : Irak-république islamique d'Iran (adoptée le 9 août 1988).
- Résolution 620 : Irak-république islamique d'Iran (adoptée le 26 août 1988).
- Résolution 631 : Irak-république islamique d'Iran (adoptée le 8 février 1989).
- Résolution 642 : Irak-république islamique d'Iran (adoptée le 29 septembre 1989).
- Résolution 651 : Irak-république islamique d'Iran (adoptée le 29 mars 1990).
- Résolution 660 : Irak et Koweït, demande de retrait immédiat et inconditionnel des forces irakiennes du Koweït (adoptée le 2 août 1990).
- Résolution 661 : Irak et Koweït (adoptée le 6 août 1990).
- Résolution 662 : Irak et Koweït (adoptée le 9 août 1990).
- Résolution 664 : Irak et Koweït (adoptée le 18 août 1990).
- Résolution 665 : Irak et Koweït (adoptée le 25 août 1990).
- Résolution 666 : Irak et Koweït (adoptée le 13 septembre 1990).
- Résolution 667 : Irak et Koweït (adoptée le 16 septembre 1990).
- Résolution 669 : Irak et Koweït (adoptée le 24 septembre 1990).
- Résolution 670 : Irak et Koweït (adoptée le 25 septembre 1990).
- Résolution 671 : Irak et république islamique d'Iran (adoptée le 27 septembre 1990).
- Résolution 674 : Irak et Koweït (adoptée le 29 octobre 1990).
- Résolution 676 : Irak et république islamique d'Iran (adoptée le 28 novembre 1990).
- Résolution 677 : Irak et Koweït (adoptée le 28 novembre 1990).
- Résolution 678 : Irak et Koweït (autorisation de la force pour l'application de la résolution 660, conduisant à la guerre du Golfe) (adoptée le 29 novembre 1990).
- Résolution 685 : Irak-république islamique d'Iran (adoptée le 31 janvier 1991).
- Résolution 686 : Irak-Koweït (adoptée le 2 mars 1991).
- Résolution 687 : sur la fin de la guerre du Golfe, décide entre autres que l'Irak devra accepter inconditionnellement la destruction [...] de toutes les armes chimiques, bactériologiques et biologiques [...] et de tous [...] les missiles balistiques d'une portée supérieure à 150 km (adoptée le 3 avril 1991).
- Résolution 688 : Irak (adoptée le 5 avril 1991).
- Résolution 689 : Irak-Koweït (adoptée le 9 avril 1991).
- Résolution 692 : Irak-Koweït (adoptée le 20 mai 1991).
- Résolution 699 : Irak (adoptée le 17 juin 1991).
- Résolution 700 : Irak-Koweït (adoptée le 17 juin 1991).
- Résolution 705 : Irak (adoptée le 15 août 1991).
- Résolution 706 : Irak-Koweït (adoptée le 15 août 1991).
- Résolution 707 : Irak (adoptée le 15 août 1991).
- Résolution 712 : Irak (adoptée le 19 septembre 1991).
- Résolution 715 : Irak (adoptée le 11 octobre 1991).
- Résolution 773 : L’Irak et le Koweït (adoptée le 26 août 1992).
- Résolution 778 : L'Irak et le Koweït (adoptée le 2 octobre 1992).
- Résolution 806 : Irak-Koweït (adoptée le 5 février 1993).
- Résolution 833 : Irak-Koweït (adoptée le 27 mai 1993).
- Résolution 899 : compensation du payement des citoyens privés Irakiens qui sont assignés en résidence sur le territoire Koweïtien pour suivre la démarcation de la frontière entre l'Irak et le Koweït.
- Résolution 949 : situation entre l’Irak et le Koweït (condamnation du déploiement militaire).
- Résolution 986 : situation entre l’Irak et le Koweït (autorisation d’importation de pétrole irakien)
- Résolution 1051 : la situation entre l’Irak et le Koweït
- Résolution 1060 : la situation entre l’Irak et le Koweït
- Résolution 1111 : situation entre l'Irak et le Koweït
- Résolution 1115 : situation entre l'Irak et le Koweït
- Résolution 1129 : situation entre l'Irak et le Koweït.
- Résolution 1134 : situation entre l'Irak et le Koweït
- Résolution 1137 : situation entre l'Irak et le Koweït
- Résolution 1143 : situation entre l'Irak et le Koweït
- Résolution 1153 : la situation entre l'Irak et le Koweït.
- Résolution 1154 : la situation entre l'Irak et le Koweït.
- Résolution 1158 : la situation entre l'Irak et le Koweït.
- Résolution 1175 : la situation entre l'Irak et le Koweït.
- Résolution 1194 : la situation entre l'Irak et le Koweït.
- Résolution 1205 : la situation entre l'Irak et le Koweït.
- Résolution 1210 : la situation entre l'Irak et le Koweït.
- Résolution 1242 : la situation entre l'Irak et le Koweït
- Résolution 1266 : la situation entre l'Irak et le Koweït.
- Résolution 1275 : la situation entre l'Irak et le Koweït.
- Résolution 1280 : la situation entre l'Irak et le Koweït.
- Résolution 1281 : la situation entre l'Irak et le Koweït.
- Résolution 1284 : adoptée par le Conseil de sécurité sur la situation entre l'Irak et le Koweït, modification des sanctions contre l'Irak pour autoriser nourriture et médicaments (décembre 1999).
- Résolution 1293 : situation entre l'Irak et le Koweït.
- Résolution 1302 : situation entre l'Irak et le Koweït.
- Résolution 1330 : situation entre l'Irak et le Koweït
- Résolution 1352 : la situation entre l'Irak et le Koweït.
- Résolution 1360 : la situation entre l'Irak et le Koweït.
- Résolution 1382 : la situation entre l'Irak et le Koweït.
- Résolution 1409 : la situation entre l'Irak et le Koweït.
- Résolution 1441 : la situation entre l'Irak et le Koweït.
- Résolution 1443 : la situation entre l'Irak et le Koweït.
- Résolution 1447 : la situation entre l'Irak et le Koweït.
- Résolution 1454 : la situation entre l'Irak et le Koweït.
- Résolution 1472 : la situation entre l'Irak et le Koweït.
- Résolution 1476 : la situation entre l'Irak et le Koweït.
- Résolution 1483 : la situation entre l'Irak et le Koweït.
- Résolution 1490 : la situation entre l'Irak et le Koweït.
- Résolution 1500 : la situation entre l'Irak et le Koweït.
- Résolution 1511 : la situation entre l'Irak et le Koweït.
- Résolution 1518 : la situation entre l'Irak et le Koweït.
- Résolution 1538 : la situation entre l'Irak et le Koweït.
- Résolution 1546 : la situation entre l'Irak et le Koweït.
- Résolution 1557 : la situation entre l'Irak et le Koweït.
- Résolution 1619 : la situation concernant l’Irak.
- Résolution 1637 : la situation concernant l’Irak.
- Résolution 1700 : la situation concernant l’Irak.
- Résolution 1723 : la situation concernant l’Irak.
- Résolution 1762 : la situation concernant l’Irak.
- Résolution 1770 : la situation concernant l’Irak.
- Résolution 1790 : la situation concernant l’Irak.
- Résolution 1830 : la situation concernant l’Irak.
- Résolution 1859 : la situation concernant l’Irak.
- Résolution 1883 : la situation concernant l’Irak.
- Résolution 1905 : la situation concernant l’Iraq.
- Résolution 1936 : la situation concernant l’Irak (adoptée le 5 août 2010).
- Résolution 1956 : la situation concernant l’Irak (adoptée le 15 décembre 2010).
- Résolution 1957 : la situation concernant l’Irak (adoptée le 15 décembre 2010).
- Résolution 1958 : la situation concernant l’Irak (adoptée le 15 décembre 2010).
- Résolution 2001 : la situation concernant l’Irak (adoptée le 28 juillet 2011).
- Résolution 2061 : la situation concernant l’Irak (adoptée le 25 juillet 2012).
- Résolution 2107 : la situation entre l’Iraq et le Koweït (adoptée le 27 juin 2013 lors de la 6990e séance).
- Résolution 2110 : la situation entre l’Iraq et le Koweït (adoptée le 24 juillet 2013 lors de la 7008e séance).
- Résolution 2169 : la situation en Irak (adoptée le 30 juillet 2014 lors de la 7230e séance).
- Résolution 2233 : la situation concernant l’Iraq (adoptée le 29 juillet 2015).
- Résolution 2299 : la situation concernant l’Iraq (adoptée le 25 juillet 2016).
- Résolution 2335 : la situation concernant l’Iraq (adoptée le 30 décembre 2016).
- Résolution 2367 : la situation concernant l’Iraq (adoptée le 14 juillet 2017)
- Résolution 2390 : la situation concernant l’Iraq (adoptée le 8 décembre 2017)
- Résolution 2421 : la situation concernant l’Iraq (adoptée le 14 juin 2018)
- Résolution 2470 : la situation concernant l’Iraq (adoptée le 21 mai 2019)
- Résolution 2522 : la situation de l'Irak (adoptée le 29 mai 2020)
- Résolution 2576 : la situation concernant l’Iraq (adoptée le 27 mai 2021)
- Résolution 2621 : la situation concernant l'Irak (adoptée le 22 février 2022)
- Résolution 2631 : la situation concernant l'Iraq (MANUI) (adoptée le 26 mai 2022)
- Résolution 2682 : La situation concernant l’Iraq (MANUI) (adoptée le 30 mai 2023)
- Résolution 2732 : La situation concernant l’Iraq (MANUI) (adoptée le 31 mai 2024)